# Palhinha (football, 1967)
Pour les articles homonymes, voir Palhinha.
Jorge Ferreira da Silva, plus connu sous le nom de Palhinha (né le 14 décembre 1967 à Carangola dans le Minas Gerais), est un joueur de football international brésilien, qui évoluait au poste de milieu de terrain.

## Biographie

### Carrière en sélection
Avec l'équipe du Brésil, il dispute 16 matchs (pour 5 buts inscrits) entre 1992 et 1993. Il figure notamment dans le groupe des sélectionnés lors de la Copa América de 1993.

## Palmarès
| São Paulo \| - Championnat de São Paulo (1) : - Champion : 1992. - Meilleur buteur : 1992. - Copa Libertadores (2) : - Vainqueur : 1992 et 1993. - Meilleur buteur : 1992 (7 buts). - Coupe intercontinentale (2) : - Vainqueur : 1992 et 1993. \| \| - Recopa Sudamericana (3) : - Vainqueur : 1992, 1993 et 1994. - Supercopa Sudamericana (1) : - Vainqueur : 1993. - Coupe CONMEBOL (1) : - Vainqueur : 1994. \| |  | Cruzeiro - Championnat du Minas Gerais (2) : - Champion : 1996 et 1997. - Coupe du Brésil (1) : - Vainqueur : 1996. - Coupe intercontinentale (1) : - Vainqueur : 1997. |
| - Championnat de São Paulo (1) : - Champion : 1992. - Meilleur buteur : 1992. - Copa Libertadores (2) : - Vainqueur : 1992 et 1993. - Meilleur buteur : 1992 (7 buts). - Coupe intercontinentale (2) : - Vainqueur : 1992 et 1993. |  | - Recopa Sudamericana (3) : - Vainqueur : 1992, 1993 et 1994. - Supercopa Sudamericana (1) : - Vainqueur : 1993. - Coupe CONMEBOL (1) : - Vainqueur : 1994.             |

| Grêmio - Championnat du Rio Grande do Sul (1) : - Champion : 1999. |  | Alianza Lima - Championnat du Pérou (1) : - Champion : 2001. |

## Liens exterternes
- Ressources relatives au sport :   - FootballDatabase
  - Mondefootball
  - National Football Teams
  - Transfermarkt
  - Transfermarkt (managers)